# Pseudolembosia orbicularis
Pseudolembosia orbicularis är en svampart som först beskrevs av Georg Winter, och fick sitt nu gällande namn av Ferdinand Theissen 1913. Pseudolembosia orbicularis ingår i släktet Pseudolembosia och familjen Parmulariaceae.   Inga underarter finns listade i Catalogue of Life.